# میخائیل لازارف
میخائیل لازارف (روسی: Михаил Петрович Лазарев؛ ۳ نوامبر ۱۷۸۸ – ۱۱ آوریل ۱۸۵۱) یک سیاح اهل امپراتوری روسیه بود.
از وی به عنوان یکی از اولین مکتشفان قطب جنوب در سال ۱۸۲۰ میلادی یاد می‌شود که به نزدیکی مناطق پوشیده از یخ قطب رسیده‌است.